# Khris Davis (Schauspieler)
Khris Davis ist ein US-amerikanischer Film- und Theaterschauspieler.

## Leben
Khris Davis stammt ursprünglich aus Camden in New Jersey, wo er die Creative Arts High School besuchte. Im Herbst 2005 schrieb er sich zum Studium an der Cheyney University ein und trat der Omega Psi Phi Fraternity bei. Nach seinem Abschluss mit Auszeichnung an der Cheyney University im Jahr 2009 zog Davis nach Philadelphia, um sich der Schauspielerei zu widmen. In dieser Zeit unterrichtete er Schüler der Philadelphia Theatre Company. Davis ist auch eines der Gründungsmitglieder der Quintessence Theatre Company in Mount Airy, einem Viertel im Nordwesten von Philadelphia.
Im Jahr 2016 gab er in dem Stück The Royale von Marco Ramirez im Lincoln Theatre sein New Yorker Bühnendebüt. Hierfür erhielt er zahlreiche Auszeichnungen, darunter den Clive Barnes Award for Theater, einen Obie Award, den Theatre World Award und einen Drama Desk Award.
Seinen ersten Auftritt in einem hatte er in Detroit von Kathryn Bigelow aus dem Jahr 2017, in dem er in einer Nebenrolle zu sehen war. Es folgten Rollen in Space Jam: A New Legacy, in dem er den Kindheitsfreund von Lebron James spielte, eine Rolle in dem für einen  Oscar nominierten Film Judas and the Black Messiah und Auftritte in den Fernsehserien Atlanta und The Blacklist. Eine erste Hauptrolle erhielt er in der romantischen Filmkomödie Summer Night von Joseph Cross, die 2019 in den USA veröffentlicht wurde. Im Jahr 2022 stand er am Broadway bei der Wiederaufnahme des Stückes Tod eines Handlungsreisenden in der Rolle von Biff Loman auf der Bühne. In dem Biopic Big George Foreman von George Tillman Jr. ist Davis in der Titelrolle des zweifachen Schwergewichtschampions George Foreman zu sehen. Der Film soll Ende April 2023 in die nordamerikanischen Kinos kommen.

## Filmografie
- 2017: Detroit
- 2019: Summer Night
- 2019: Goldie
- 2021: Space Jam: A New Legacy
- 2021: Judas and the Black Messiah
- 2018–2022: Atlanta (Fernsehserie, 7 Folgen)
- 2023: Big George Foreman

## Theaterarbeiten
- 2016: The Royale, Lincoln Center Theatre (Rolle Jay)
- 2017: SweatSweat, Broadway (Rolle Chris)
- 2018: Fireflies, Atlantic Theater Company (Rolle Charles)
- 2022: Tod eines Handlungsreisenden (Rolle Biff Loman)[4][2]

## Auszeichnungen
Drama Desk Award
- 2016: Auszeichnung mit dem Special Drama Desk Award for Outstanding Ensemble (The Royale)[5]

Drama League Award
- 2017: Nominierung für den Distinguished Performance Award (The Royale)[6]

Screen Actors Guild Award
- 2019: Nominierung als Mitglied des Besten Schauspielensembles in einer Comedyserie (Atlanta)